# Leopold Mayr

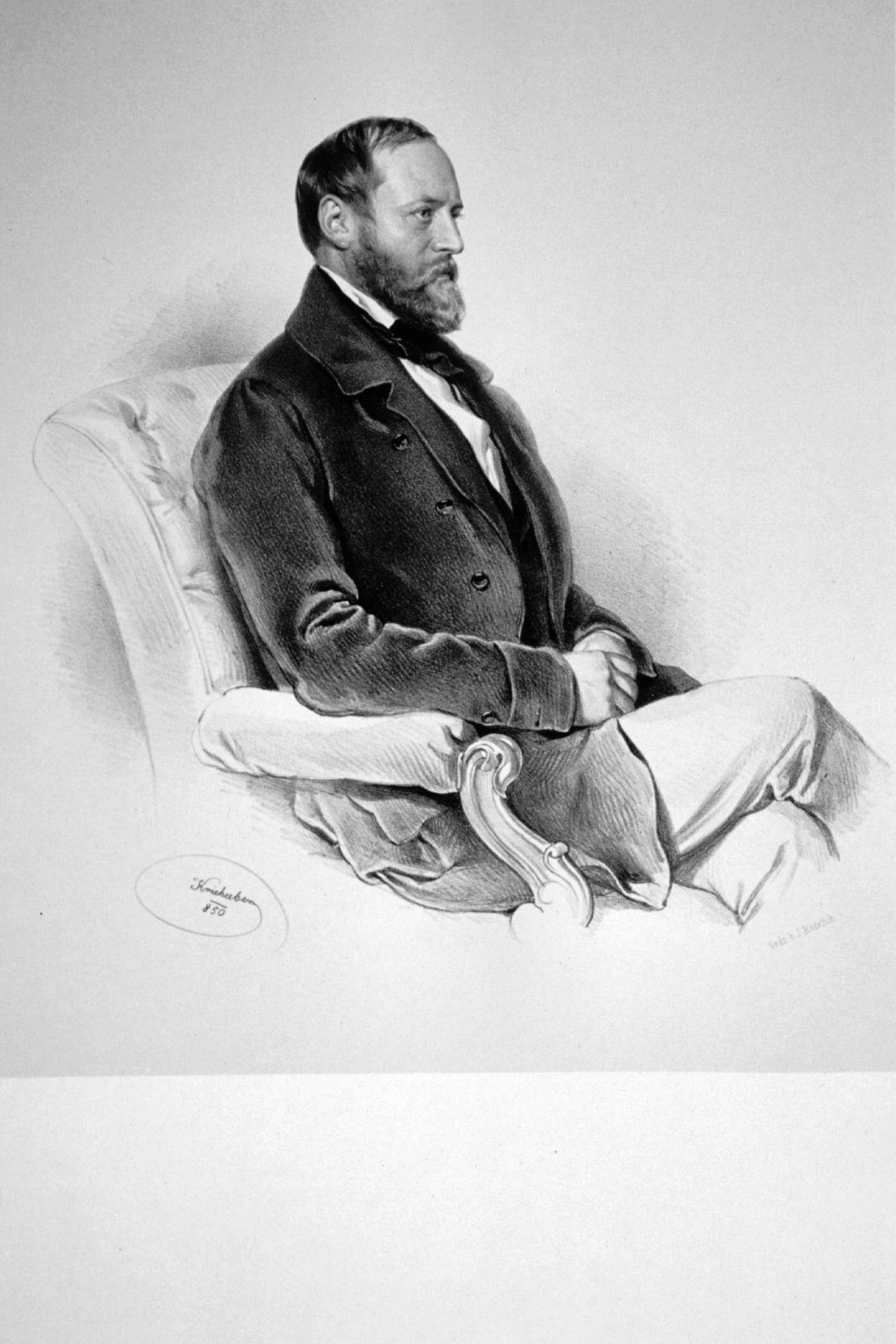
Leopold Mayr, Lithographie von Josef Kriehuber, 1850

Leopold Mayr (* 1808 in Wien; † 19. März 1866 ebenda) war ein österreichischer Hofbaumeister, Architekt und Kommunalpolitiker.

## Leben
Leopold Mayr war der Sohn eines Steinmetzmeisters. Trotz der bescheidenen familiären Verhältnisse war er ihm möglich zwischen 1822 und 1829 die Akademie der bildenden Künste Wien und zwischen 1824 und 1833 das Polytechnische Institut mit Unterbrechungen zu besuchen. Hier konnte er sich besonders technische Fähigkeiten aneignen. Im Jahr 1835 erlangte er seine Baumeisterkonzession und heiratete die Tochter von Josef Klee, einem der bedeutendsten und einflussreichsten Baumeister in Wien. Diese Verwandtschaftsbeziehung sowie seine Bekanntschaft mit Graf Ferdinand von Colloredo-Mannsfeld verhalf ihm zum Aufstieg seiner Baufirma, die insgesamt an die 400 Gebäude in Wien errichtet haben soll. 1847 erwarb er zudem die Konzession zum Stadtsteinmetzmeister. Ab 1848 begann sich Mayr auch politisch zu engagieren. Die politischen Kontakte waren sicherlich hilfreich, um große öffentliche Bauaufträge, wie die Errichtung des Arsenals, zu erlangen. 1859 wurde Mayr Mitglied der Stadterweiterungs-Kommission (in jenen Jahren fielen die Entscheidungen, die Wiener Stadtmauer abzureißen und an ihrer Stelle die Wiener Ringstraße mit zahlreichen repräsentativen Bauten zu errichten).
Mayr war politisch für die Liberalen engagiert. So war er Landtagsabgeordneter für Niederösterreich und kandidierte für das Amt des Wiener Bürgermeisters. 1861 unterlag er seinem Konkurrenten Andreas Zelinka nur um 10 Stimmen und wurde daraufhin erster Bürgermeister-Stellvertreter. Weitere Funktionen Mayrs waren die Direktion der Ersten Österreichischen Spar-Casse, die Rechnungsdirektion der Brandschadenversicherungsanstalt und der Sitz im Verwaltungsrat der Niederösterreichischen Escompte-Gesellschaft und Creditvereins. Für seine Verdienste wurde ihm der Titel eines k.u.k. Hofbaumeisters verliehen.
Mayr stiftete einen wohltätigen Fonds, der seinen Namen trug und karitativen Zwecken diente.

## Werk

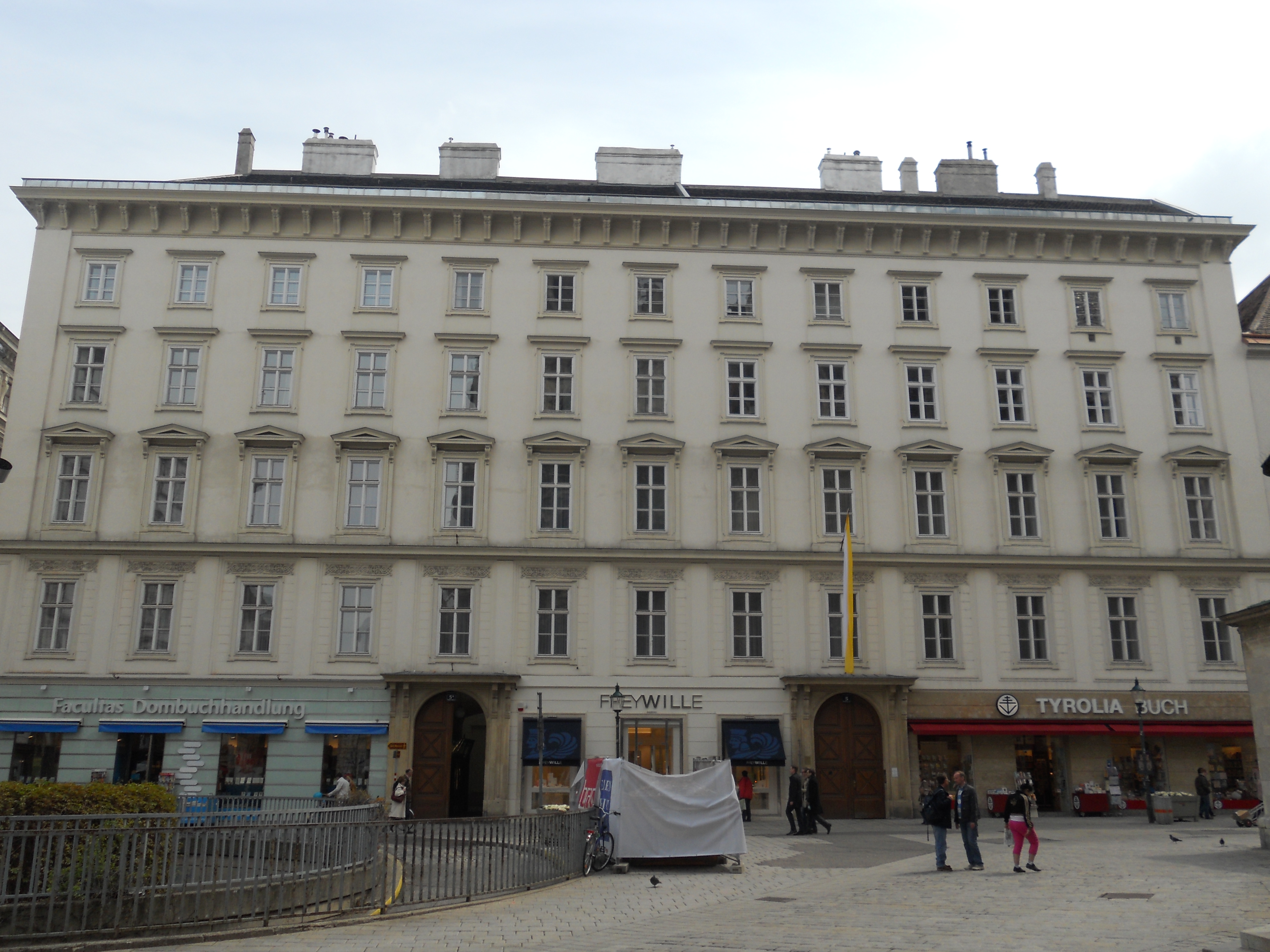
Stephansplatz 5 (1837–1842)

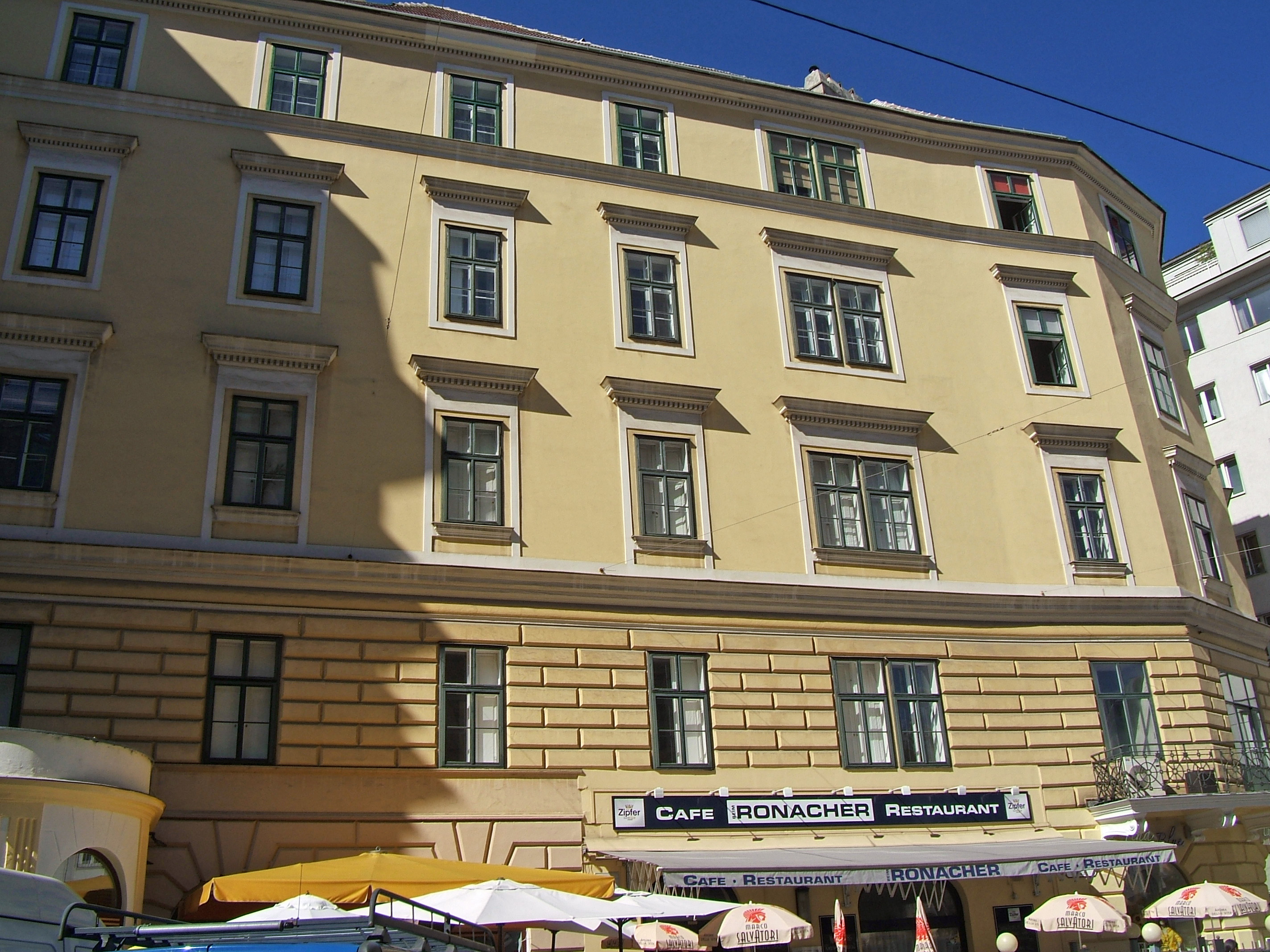
Palais Kaiserstein (1839)

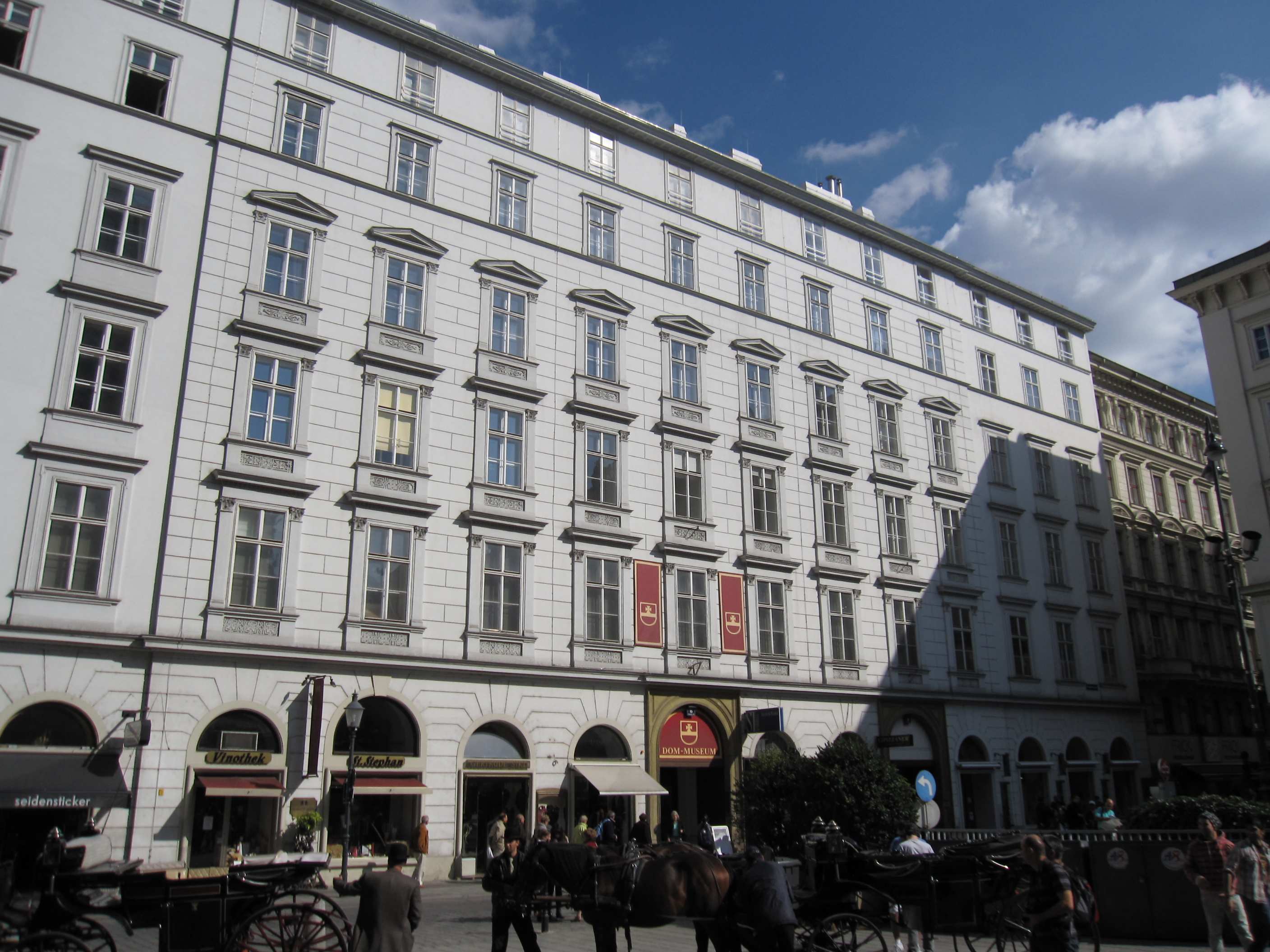
Stephansplatz 6 (1839–1842)

Leopold Mayr machte die Baudurchführung sehr vieler Bauprojekte in Wien vor und nach 1848. Seine Firma zählte zu den größten und einflussreichsten. Besonders aufwendige und technisch schwierige Aufgaben waren die Errichtung des Arsenals und des Westbahnhofs. In der Ära der frühen Ringstraßenperiode nahm Mayr auch aufgrund seiner politischen Funktionen maßgeblichen Einfluss auf das Baugeschehen. Daneben war Mayr aber auch als selbständiger Architekt mit eigenen Entwürfen tätig.
- Domherrenhof, Stephansplatz 5, Wien 1 (1837–1842)
- Miethaus, Blutgasse 2, Wien 1 (1837–1842)
- Palais Kaiserstein, Weihburggasse 22 / Seilerstätte 14, Wien 1 (1839) Aufstockung und Neufassadierung
- Miethaus, Landhausgasse 2, Wien 1 (1839)
- Niederösterreichisches Landhaus, Herrengasse 13, Wien 1 (1839–1842), nach Plänen Alois Pichls vollendet
- Zwettlerhof, Stephansplatz 6, Wien 1 (1839–1842), zusammen mit Franz Schebek
- Miethaus, Kohlmarkt 7, Wien 1 (1840–1841)
- ehemaliges Hauptzollamt, Wien 3 (1840–1844), Ausführung, mit Adolf Korompay; Entwurf: Paul Wilhelm Eduard Sprenger; abgerissen
- Miethaus, Strobelgasse 2 / Wollzeile 10, Wien 1 (1843–1844)
- Matschaker-Hof, Spiegelgasse 5, Wien 1 (1844)
- Kleiner Federlhof, Wollzeile 3, Wien 1 (1845–1847)
- Palais Hardegg, Freyung 1, Wien 1 (1847), Ausführung; Entwurf: Johann Romano von Ringe und August Schwendenwein von Lonauberg
- Kleeblatthaus, Kleeblattgasse 2 / Tuchlauben 11, Wien 1 (1847), Adaptierung
- Großer Federlhof, Lugeck 7, Wien 1 (1847–1848)
- Mozarthof, Rauhensteingasse 6–8, Wien 1 (1847–1849), zusammen mit A. Marinetti; 1965 zum Teil abgebrochen
- Arsenal, Ghegastraße 1, Wien 3 (1849–1856), Bauleitung, mit Eduard Kuschée; Entwurf: August Sicard von Sicardsburg, Eduard van der Nüll, Carl Roesner, Theophil von Hansen, Ludwig Förster, A.P. Riegl
- Winterreitschule (heute Kunsthalle), Museumsplatz 1, Wien 7 (1850–1854)
- Miethaus, Währinger Straße 56, Wien 9 (1851)
- Miethaus, Predigergasse 3–5 / Dominikanerbastei 3, Wien 1 (1856)
- Westbahnhof (1858), Ausführung; Entwurf: Moritz Löhr; abgerissen
- Handelsakademie, Akademiestraße 12 / Bösendorfergasse 8, Wien 1 (1860–1862), Ausführung; Entwurf: Ferdinand Fellner der Ältere